# Hasariinae
Hasariinae è una Sottofamiglia di ragni appartenente alla famiglia Salticidae dell'ordine Araneae della classe Arachnida.

## Distribuzione
Le due tribù oggi note di questa sottofamiglia possono a buon conto considerarsi cosmopolite, grazie soprattutto alla vasta diffusione del genere Hasarius.

## Tassonomia
A maggio 2010, gli aracnologi sono concordi nel suddividerla in due tribù:
- Hasariini (17 generi)
- Microhasariini (2 generi)